# Choerodon zamboangae
Choerodon zamboangae là một loài cá biển thuộc chi Choerodon trong họ Cá bàng chài. Loài này được mô tả lần đầu tiên vào năm 1907.

## Từ nguyên
Từ định danh được đặt theo tên gọi của Zamboanga (Philippines), nơi mà mẫu định danh của loài cá này được thu thập.

## Phạm vi phân bố và môi trường sống
Do có kiểu hình khá giống nhau giữa C. zamboangae và Choerodon robustus mà những mẫu vật của C. zamboangae được thu thập tại Đài Loan và Nhật Bản bị xác định nhầm là C. robustus (tuy nhiên C. robustus được xác nhận là có mặt tại ngoài khơi Wakayama, Nhật Bản). Vì vậy, phạm vi của C. zamboangae được mở rộng hơn về phía bắc. Về phía nam, C. zamboangae được ghi nhận tại Philippines; đảo Lombok và Raja Ampat (Indonesia); vịnh Milne (Papua New Guinea); Đông Timor; ngoài khơi Tây Úc và bãi cạn Rowley.
C. zamboangae sống gần những rạn san hô viền bờ, nơi có nền đáy cát, đá vụn hoặc thảm cỏ biển, được tìm thấy ở độ sâu trong khoảng từ 20 đến 140 m.

## Mô tả
Chiều dài lớn nhất được ghi nhận ở C. zamboangae là 45 cm. Cá đực và cá cái trưởng thành có lưng màu nâu lục hoặc xanh lục sẫm, bụng có màu trắng, được ngăn cách bởi một vệt sọc hình nêm màu nâu đỏ kéo dài từ sau gốc vây ngực đến phía sau của vây lưng. Ngay bên dưới sọc nâu đỏ này là một dải sọc ngang màu vàng hoặc da cam. Bên trên và dưới hốc mắt có các vệt màu xanh lam, cũng như ở hàm dưới. Cá con không có các vệt nâu đỏ và vàng cam như cá trưởng thành, thay vào đó là một vệt xiên màu nâu sẫm, liền sau là một đốm lớn nổi bật màu vàng nhạt.
Về mặt hình thái học, C. zamboangae cái có phần mõm tròn hơn C. robustus cái (dốc ở C. robustus). Vảy cá hai bên thân C. zamboangae không có các vạch đốm màu xanh lam như C. robustus. Thay vì là màu nâu đỏ như C. zamboangae, vệt sọc xiên trên thân có màu trắng (không thể phân biệt nếu các mẫu vật đã được bảo quản trong cồn).
Số gai ở vây lưng: 12; Số tia vây ở vây lưng: 8; Số gai ở vây hậu môn: 3; Số tia vây ở vây hậu môn: 10; Số gai ở vây bụng: 1; Số tia vây ở vây bụng: 5.

## Sinh thái học
C. zamboangae thường được thu thập bằng dây câu ở những vùng nước sâu.

### Trích dẫn
- Gomon, Martin F. (2017). “A review of the tuskfishes, genus Choerodon (Labridae, Perciformes), with descriptions of three new species” (PDF). Memoirs of Museum Victoria. 76: 1–111. doi:10.24199/j.mmv.2017.76.01.